# بيير كيزدي
بيير كيزدي (بالإنجليزية: Pierre Kezdy)‏ (4 يناير 1962 - 9 أكتوبر 2020)، هو عازف قيثارة أمريكي.

## روابط خارجية
- بيير كيزدي التسجيلات من ديسكاغز.كوم
- ملف بيير كيزدي الشخصي @ punkdatabase.com
- الملف الشخصي Trial By Fire @ punkdatabase.com